# CREB
Il CREB (in inglese cAMP response element-binding protein) è un fattore di trascrizione cellulare. Si lega ad alcune sequenze di DNA definite elementi di risposta al cAMP (CRE), aumentando o diminuendo la trascrizione dei geni a valle. Il CREB è stato descritto nel 1987 come un fattore di trascrizione cAMP-sensibile che regola il gene della somatostatina.
Viene attivato principalmente dalla PKA; quindi la troviamo a valle di vie di segnalazione di GPCR .
I geni la cui trascrizione è regolata dal CREB includono: c-Fos, BDNF, tirosina 3-monoossigenasi, numerosi neuropeptidi (come la somatostatina, encefalina, il VGF, l'ormone di rilascio della corticotropina), e geni coinvolti nel circadian clock dei mammiferi (PER1, PER2).
Il CREB è strettamente legato in struttura e funzione alle proteine CREM (CAMP responsive element modulator) e ATF-1 (fattore di trascrizione di attivazione-1). Le proteine CREB sono espresse in molti animali, compreso l'uomo.
Il CREB ha un ruolo ben documentato nella plasticità neuronale e nella formazione della memoria di lunga durata nel cervello e ha dimostrato di essere importante nella formazione della memoria spaziale. La downregulation del CREB è implicata nella patologia della malattia di Alzheimer: si pensa che aumentare l'espressione del CREB sia una possibile terapia per la malattia di Alzheimer.